# HD 7977
HD 7977 ist ein Stern im Sternbild Kassiopeia, der wohl vor etwa 3 Mio. Jahren unser Sonnensystem in großer Nähe passiert hat. Möglicherweise hat er sich der Sonne auf weniger als 1 Lichtjahr angenähert. Heute befindet sich der Stern gemäß Gaia DR3 in einer Entfernung von knapp 250 Lichtjahren. Möglicherweise handelt es sich bei HD 7977 um einen Doppelstern.

## Einfluss auf das Sonnensystem
Der Stern könnte in dieser Entfernung aufgrund seiner sonnenähnlichen Masse spürbare Auswirkungen auf das Sonnensystem gehabt haben, sofern sich die Bahn anhand von Gaia DR2 und Gaia DR3 auch in künftigen Untersuchungen bestätigt. Eine Studie im Jahr 2024 versuchte den Einfluss des Sterns auf die Bahn von Kometen sowie des Neptun abzuschätzen. In den durchgeführten Simulationen hatte ein Vorbeiflug in 100 AE in über 80 % der Fälle zu einer Bahnänderung des Neptun von mehr als 0,01 AE geführt was gemäß anderen Simulationen das Sonnensystem destabilisiert hätte. Ein Vorbeiflug in 300 AE hatte noch in 5 % der Fälle zu einem derart starken Einfluss geführt, in etwa 55 % der Fälle zu einem Einfluss bis maximal 0,01 AE und den restlichen 40 % zu einem Einfluss von weniger als 0,001 AE. Ab diesem Wert würde nicht mehr von einem Einfluss ausgegangen. Es ist jedoch nicht davon auszugehen, dass HD 7977 sich derart stark dem Sonnensystem angenähert hat. Die Studie nennt eine Wahrscheinlichkeit von 10 % auf eine Annäherung bis auf 0,012 Parsec was in etwa 2500 AE entspräche.